# Jakob Fuglsang
Jakob Diemer Fuglsang (Ginebra, Suiza, 22 de marzo de 1985) es un ciclista danés que compitió en las modalidades de carretera y montaña.
En los Juegos Olímpicos de Río de Janeiro 2016 consiguió la medalla de plata en la prueba de ruta. Además, logró ganar la Lieja-Bastoña-Lieja y el Giro de Lombardía, y obtuvo una victoria de etapa en la Vuelta a España.
Antes de dedicarse a la carretera, compitió en ciclismo de montaña, especialidad en la que obtuvo una medalla de bronce en el Campeonato Europeo de Ciclismo de Montaña de 2008, en la prueba de campo a través.

## Trayectoria
Debutó en la carretera en 2006 con el equipo Designa Kokken. Pasando por los equipos Saxo Bank (2009 y 2010) y Leopard/RadioShack (2011-2012) antes de correr con el Astana (hasta 2021) y después con el Israel-Premier Tech.

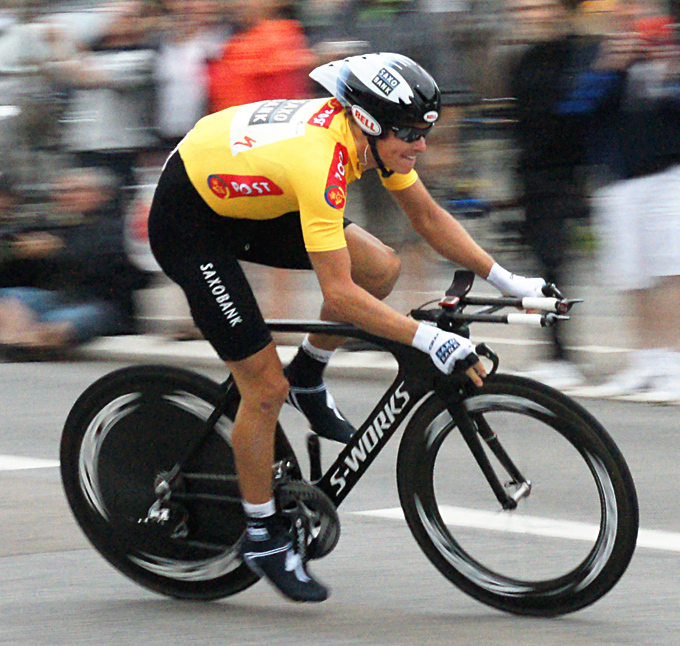
Fuglsang en la Vuelta a Dinamarca de 2009

En 2008 obtuvo su primer triunfo internacional, al ganar la Vuelta a Dinamarca, y al año siguiente volvió a triunfar en la Vuelta a Dinamarca y se adjudicó el Tour de Eslovenia. En 2012 ganó el Tour de Luxemburgo y la Vuelta a Austria.
En 2017 venció en el Critérium del Dauphiné (con dos victorias de etapa), prueba que volvió a ganar en 2019. Ese mismo año triunfó en la Lieja-Bastoña-Lieja y al año siguiente en el Giro de Lombardía. Aparte de esos éxitos, ganó la Vuelta a Andalucía en 2019 y 2020, y obtuvo una victoria de etapa en la Vuelta a España de 2019.
Participó en cuatro Juegos Olímpicos de Verano, en Pekín 2008 fue vigesimoquinto en el campo a través de montaña, en Londres 2012 terminó decimosegundo en la prueba de ruta y decimoquinto en la contrarreloj individual. En Río de Janeiro 2016 se adjudicó la medalla de plata en la carrera de ruta, siendo superado en la línea de meta por el belga Greg Van Avermaet. En su cuarta participación olímpica, Tokio 2020, quedó decimosegundo en la prueba de ruta.

## Medallero internacional

### Ciclismo en ruta
| Juegos Olímpicos | Juegos Olímpicos        | Juegos Olímpicos | Juegos Olímpicos |
| Año              | Lugar                   | Medalla          | Competición      |
| ---------------- | ----------------------- | ---------------- | ---------------- |
| 2016             | Río de Janeiro (Brasil) | Medalla de plata | Ruta             |

### Ciclismo de montaña
| Campeonato Europeo | Campeonato Europeo    | Campeonato Europeo | Campeonato Europeo |
| Año                | Lugar                 | Medalla            | Competición        |
| ------------------ | --------------------- | ------------------ | ------------------ |
| 2008               | St. Wendel (Alemania) | Medalla de bronce  | Campo a través     |

## Palmarés

### Ciclismo de montaña
2003 (como júnior)
- 2.º en el Campeonato Europeo Júnior MTB XCO

2005
- 2.º en el Campeonato Europeo Sub-23 MTB XCO

2007
- Campeonato Mundial Sub-23 MTB XC
- 3.º en el Campeonato Europeo Sub-23 MTB XCO
- Campeonato de Dinamarca MTB Maratón

2008
- Cape Epic (con Roel Paulissen)
- 3.º en el Campeonato Europeo MTB XCO

### Ruta
| 2008 - Vuelta a Dinamarca 2009 - Tour de Eslovenia, más 2 etapas - 3.º en el Campeonato de Dinamarca Contrarreloj - Vuelta a Dinamarca, más 1 etapa 2010 - Campeonato de Dinamarca Contrarreloj - Vuelta a Dinamarca 2011 - 2.º en el Campeonato de Dinamarca Contrarreloj - 1 etapa de la Vuelta a Dinamarca 2012 - Tour de Luxemburgo - Campeonato de Dinamarca Contrarreloj - Vuelta a Austria, más 1 etapa 2016 - 2.º en los Juegos Olímpicos en Ruta | 2017 - Critérium del Dauphiné, más 2 etapas - 1 etapa del Tour de Almaty 2018 - 1 etapa del Tour de Romandía 2019 - Vuelta a Andalucía - 1 etapa de la Tirreno-Adriático - Lieja-Bastoña-Lieja - Critérium del Dauphiné - 1 etapa de la Vuelta a España 2020 - Vuelta a Andalucía, más 2 etapas - Giro de Lombardía 2022 - Mercan'Tour Classic Alpes-Maritimes |

## Resultados
Durante su carrera deportiva ha conseguido los siguientes puestos en Grandes Vueltas, vueltas menores y carreras de un día:

### Grandes Vueltas
| Carrera | Carrera         | 2006 | 2007 | 2008 | 2009 | 2010 | 2011 | 2012 | 2013 | 2014 | 2015 | 2016 | 2017 | 2018 | 2019 | 2020 | 2021 | 2022 | 2023 | 2024 | 2025 |
| ------- | --------------- | ---- | ---- | ---- | ---- | ---- | ---- | ---- | ---- | ---- | ---- | ---- | ---- | ---- | ---- | ---- | ---- | ---- | ---- | ---- | ---- |
|         | Giro de Italia  | —    | —    | —    | —    | —    | —    | —    | —    | —    | —    | 12.º | —    | —    | —    | 6.º  | —    | —    | —    | —    | 81.º |
|         | Tour de Francia | —    | —    | —    | —    | 50.º | 50.º | —    | 7.º  | 36.º | 23.º | 52.º | Ab.  | 12.º | Ab.  | —    | Ab.  | Ab.  | —    | 38.º | —    |
|         | Vuelta a España | —    | —    | —    | 56.º | —    | 11.º | —    | 29.º | —    | —    | —    | —    | —    | 13.º | —    | —    | —    | —    | —    | —    |

| —: No participó | Ab: Abandono |

### Vueltas menores
| Carrera | Carrera                | 2006 | 2007 | 2008 | 2009 | 2010 | 2011 | 2012 | 2013 | 2014 | 2015 | 2016 | 2017 | 2018 | 2019 | 2020 | 2021 | 2022 | 2023 | 2024 | 2025 |
| ------- | ---------------------- | ---- | ---- | ---- | ---- | ---- | ---- | ---- | ---- | ---- | ---- | ---- | ---- | ---- | ---- | ---- | ---- | ---- | ---- | ---- | ---- |
|         | París-Niza             | —    | —    | —    | 27.º | 92.º | Ab.  | —    | Ab.  | 5.º  | 7.º  | —    | 12.º | 14.º | —    | —    | —    | —    | —    | 49.º | —    |
|         | Tirreno-Adriático      | —    | —    | —    | —    | —    | —    | —    | —    | —    | —    | 13.º | —    | —    | 3.º  | 14.º | 21.º | 41.º | —    | —    | 84.º |
|         | Volta a Cataluña       | —    | —    | —    | 6.º  | —    | —    | Ab.  | 11.º | 11.º | —    | —    | 15.º | —    | —    | X    | —    | —    | —    | —    | —    |
|         | Vuelta al País Vasco   | —    | —    | —    | 17.º | 36.º | 34.º | —    | 31.º | —    | —    | —    | 63.º | —    | 4.º  | X    | 15.º | —    | —    | —    | —    |
|         | Tour de Romandía       | —    | —    | —    | —    | —    | —    | Ab.  | —    | 7.º  | 17.º | —    | —    | 4.º  | —    | X    | —    | 29.º | —    | —    | —    |
|         | Critérium del Dauphiné | —    | —    | —    | 6.º  | —    | —    | —    | 4.º  | 10.º | —    | —    | 1.º  | —    | 1.º  | —    | —    | —    | —    | 24.º | —    |
|         | Vuelta a Suiza         | —    | —    | —    | —    | 3.º  | 4.º  | 25.º | —    | —    | Ab.  | —    | —    | 2.º  | —    | X    | 3.º  | 3.º  | Ab.  | —    |      |
|         | Vuelta a Polonia       | —    | —    | —    | —    | —    | —    | —    | —    | —    | —    | —    | —    | —    | —    | —    | —    | —    | —    | 21.º |      |

| —: No participó | Ab: Abandono | X: Edición no celebrada |

### Clásicas, Campeonatos y JJ. OO.
| Carrera                 | Carrera                 | 2006 | 2007 | 2008 | 2009  | 2010 | 2011 | 2012 | 2013 | 2014  | 2015 | 2016 | 2017 | 2018 | 2019 | 2020 | 2021 | 2022 | 2023 | 2024  | 2025 |
| ----------------------- | ----------------------- | ---- | ---- | ---- | ----- | ---- | ---- | ---- | ---- | ----- | ---- | ---- | ---- | ---- | ---- | ---- | ---- | ---- | ---- | ----- | ---- |
| Strade Bianche          | Strade Bianche          | X    | —    | —    | —     | —    | —    | —    | —    | —     | —    | 11.º | —    | —    | 2.º  | 5.º  | 9.º  | 36.º | —    | —     | 43.º |
|                         | Milán-San Remo          | —    | —    | —    | —     | —    | —    | —    | —    | —     | —    | —    | —    | —    | —    | —    | —    | —    | —    | 142.º | 83.º |
| E3 Saxo Classic         | E3 Saxo Classic         | —    | —    | —    | —     | —    | —    | —    | —    | —     | —    | —    | —    | —    | —    | X    | —    | —    | —    | Ab.   | —    |
| A Través de Flandes     | A Través de Flandes     | —    | —    | —    | —     | —    | —    | —    | —    | —     | —    | —    | —    | —    | —    | X    | —    | —    | —    | 71.º  | —    |
|                         | Tour de Flandes         | —    | —    | —    | —     | —    | —    | —    | —    | —     | —    | 25.º | —    | —    | —    | —    | —    | —    | —    | —     | —    |
| Amstel Gold Race        | Amstel Gold Race        | —    | —    | —    | 30.º  | 78.º | 4.º  | —    | 17.º | 29.º  | 17.º | —    | 52.º | 8.º  | 3.º  | X    | 38.º | 16.º | —    | 76.º  | —    |
| Flecha Valona           | Flecha Valona           | —    | —    | —    | 115.º | Ab.  | 70.º | —    | 69.º | 19.º  | 8.º  | —    | 22.º | 16.º | 2.º  | —    | 17.º | 53.º | —    | Ab.   | —    |
|                         | Lieja-Bastoña-Lieja     | —    | —    | —    | 84.º  | 55.º | 31.º | —    | 32.º | 26.º  | 9.º  | 68.º | 15.º | 10.º | 1.º  | —    | 12.º | 13.º | —    | 84.º  | 96.º |
| Clásica San Sebastián   | Clásica San Sebastián   | —    | —    | —    | —     | 31.º | Ab.  | —    | 37.º | —     | 11.º | —    | —    | —    | —    | X    | —    | —    | 19.º | —     |      |
| Bretagne Classic        | Bretagne Classic        | —    | —    | —    | —     | —    | —    | —    | —    | —     | —    | —    | —    | —    | —    | —    | —    | —    | 38.º | —     |      |
| Gran Premio de Quebec   | Gran Premio de Quebec   | X    | X    | X    | X     | 77.º | —    | —    | —    | 103.º | 75.º | 85.º | Ab.  | 46.º | —    | X    | X    | 50.º | —    | 65.º  |      |
| Gran Premio de Montreal | Gran Premio de Montreal | X    | X    | X    | X     | 12.º | —    | —    | —    | Ab.   | 28.º | 27.º | Ab.  | 38.º | —    | X    | X    | 28.º | —    | 16.º  |      |
|                         | Giro de Lombardía       | —    | —    | —    | 15.º  | 4.º  | 39.º | —    | —    | —     | —    | 20.º | Ab.  | 20.º | 4.º  | 1.º  | —    | 71.º | 62.º | 54.º  |      |
| JJ. OO. (Ruta)          | JJ. OO. (Ruta)          | ND   | ND   | —    | ND    | ND   | ND   | 12.º | ND   | ND    | ND   | 2.º  | ND   | ND   | ND   | ND   | 12.º | ND   | ND   | —     |      |
| JJ. OO. (CRI)           | JJ. OO. (CRI)           | ND   | ND   | —    | ND    | ND   | ND   | 15.º | ND   | ND    | ND   | —    | ND   | ND   | ND   | ND   | —    | ND   | ND   | —     |      |
| Mundial en Ruta         | Mundial en Ruta         | —    | —    | Ab.  | 43.º  | —    | 26.º | Ab.  | 21.º | —     | —    | —    | —    | 20.º | 12.º | 5.º  | —    | 56.º | —    | Ab.   |      |
| Mundial CRI             | Mundial CRI             | —    | —    | —    | —     | —    | 10.º | 37.º | —    | —     | —    | —    | —    | —    | —    | —    | —    | —    | —    | —     |      |
| Dinamarca en Ruta       | Dinamarca en Ruta       | —    | —    | 16.º | 15.º  | —    | 27.º | 6.º  | 48.º | —     | 8.º  | —    | —    | —    | —    | —    | 36.º | —    | —    | —     |      |
| Dinamarca CRI           | Dinamarca CRI           | —    | —    | —    | 3.º   | 1.º  | 2.º  | 1.º  | 4.º  | —     | 4.º  | —    | —    | 4.º  | —    | —    | —    | —    | —    | —     |      |

| —: No participó | Ab: Abandono | X: Edición no celebrada | ND: Edición no disputada |

## Equipos
- Team Designa Køkken (2006-2008)
- Saxo Bank (2008-2010)
  - Team CSC-Saxo Bank (2008) como stagiaire
  - Team Saxo Bank (2009-2010)
- Leopard/RadioShack (2011-2012)
  - Leopard Trek (2011)
  - RadioShack-Nissan (2012)
- Astana (2013-2021)
  - Astana Pro Team (2013-2020)
  - Astana-Premier Tech (2021)
- Israel-Premier Tech (2022-2025)